# 余刚 (政治人物)
余刚（1968年—），男，湖南益阳人，中华人民共和国政治人物。

## 生平
余刚毕业于中国人民大学法律系。曾在中国国务院办公厅秘书三局任职。2000年前后余刚和冀文林一同担任时任中国公安部部长周永康的处级秘书。2001年至2002年期间余刚在广东省鹤山市挂职副市长。还曾担任中央政法委办公室副主任，周永康退休后，余刚是他的最后一任秘书。
2014年7月2日，中纪委通报余刚因严重违纪违法问题被“双开”，罪行包括利用职务之便为他人谋取利益，收受巨额贿赂，与女性通奸。

## 家庭
有新闻称余刚曾和军籍歌星汤灿登记结婚。
法国国际广播电台报道称2014年3月12日银河证券位于北京市金融街国企大厦的办公楼暴死员工王垣是余刚胞妹余莉的丈夫。